# Ctenomys conoveri
Туко-туко Коновера (Ctenomys conoveri) — вид гризунів родини Тукотукових, який зустрічається в Болівії, Парагваї, можливо, Аргентині. Знайдений на висотах 175 до 400 м над рівнем моря.

## Етимологія
Вид названий на честь Генрі Бордмана Коновера (англ. Henry Boardman Conover, 1892-1950), американського солдата й аматорського орнітолога. У 1922 році він разом з Вілфредом Хадсоном Осґудом їздив у Чилі та Аргентину для збору колекції в Польовий музей природної історії в Чикаго.

## Опис Осґуда, 1946
Голова сіро-коричнева, висвітлена крапчасто на потилиці, щоки коричнево-жовті, з білим відтінком навколо рота і на підборідді.

## Поведінка
Рийний, рослиноїдний вид, що живиться підземними бульбами і коренями. Живе у районах з пухким ґрунтом, що не часто затоплюється. Мешкає в посушливих ксерофітних чагарниках Чако як у непорушених місцях проживаннях так і в областях, потурбованих скотарством.